# Đỗ Quang Giai
Đỗ Quang Giai (19 tháng 7 năm 1900 – 27 tháng 8 năm 1972) là chính khách người Việt Nam, thị trưởng Hà Nội trong thời kỳ Quốc gia Việt Nam, và từng làm Thượng nghị sĩ Việt Nam Cộng hòa từ năm 1966 đến năm 1972.

## Tiểu sử

### Thân thế và gia đình
Đỗ Quang Giai chào đời ngày 19 tháng 7 năm 1900 tại Hà Nội. Quê gốc từ làng Phượng Dực, huyện Thường Tín, tỉnh Hà Đông. Gia đình ông dọn lên Hà Nội tìm việc làm và định cư luôn ở làng Linh Quang, phía sau ga Hà Nội, giữa đường Khâm Thiên và Sinh Từ (nay gọi là đường Nguyễn Khuyến). Hồi còn trẻ, ông theo học Trường Luật và Hành chính Liên bang Đông Dương và làm Tham biện tại Tòa Sứ Hưng Yên. Ông thi đỗ Lục sự nhưng sau đó lại quay lại trường học với mục tiêu ra làm công chức phục vụ chính quyền thuộc địa Pháp và làm quan nhà Nguyễn. Sau khi tốt nghiệp ông được triều đình bổ nhiệm làm tri phủ cho đến tận năm 1945. Ông kết hôn với vợ tên là Trần Thị Quy và có tổng cộng mười người con.

### Thời kỳ Quốc gia Việt Nam
Năm 1946 – 1947, sau khi thực dân Pháp quay trở lại Việt Nam, quân đội Pháp đã tiến hành khai thông tuyến đường quốc lộ nối giữa Hà Nội và Hải Phòng. Ông dẫn đầu một phái đoàn đến xem xét tình trạng kinh tế của những người dân phải di dời dọc đường quốc lộ. Người Pháp không ưa ông vì ông thuộc Hội Tam Điểm cùng với Nguyễn Văn Vĩnh và vì ông viết bài về kinh tế trên Báo Pháp. Khi người Pháp thành lập Hội đồng An dân, ông trở thành phó chủ tịch ủy ban. Khi Cựu hoàng Bảo Đại từ Hồng Kông trở về Việt Nam, ủy ban bèn đổi tên thành Hội đồng Chấp chính với nhiều quyền lực chính trị hơn, ông vẫn là phó chủ tịch ủy ban. Dưới thời Thủ tướng Nguyễn Văn Xuân, ông giữ chức Thứ trưởng Nội vụ và là thành viên Ủy ban Quốc gia Bầu chọn Quốc ca và Quốc kỳ cho một quốc gia Việt Nam độc lập. Ủy ban này do Nguyễn Hữu Thiều làm chủ tịch với các thành viên đến từ các miền khác nhau của Việt Nam: Đỗ Quang Giai (Miền Bắc), Trần Văn Lý (Miền Trung), Nguyễn Văn Xuân (Miền Nam) và đại diện các tôn giáo Cao Đài và Hòa Hảo. Sau này, ông giữ chức Chánh án Tòa án Hỗn hợp Hà Nội dưới sự quản lý của Bảo Đại.
Năm 1952, ông trở thành Thị trưởng Hà Nội dưới thời Thủ tướng Nguyễn Văn Tâm và tại nhiệm cho đến năm 1954 thì bị Ủy ban Quốc phòng Bắc Việt mới thành lập cách chức vì cộng tác với Pháp trong việc sơ tán những người chống Cộng. Ông vẫn còn là thị trưởng khi quân đội Việt Minh bao vây Hà Nội nhằm xâm nhập "phòng tuyến" của Pháp. Ông tổ chức cư dân thành các "toán phòng thủ" và đưa ra lời đảm bảo từ Tư lệnh quân đội Pháp rằng người Pháp sẽ bảo vệ Hà Nội. Sau khi Hiệp định Genève được ký tạm thời chia cắt đất nước ở vĩ tuyến 17, ông cùng gia đình trốn vào miền Nam Việt Nam.

### Thời kỳ Việt Nam Cộng hòa
Sau khi vào Sài Gòn, ông làm việc ở nhiều nơi rồi nghỉ hưu. Ít lâu sau ông đầu quân dưới trướng Hoàng Kim Quy, một doanh nhân mà ông từng quen biết ở Hà Nội. Trong thời gian đó, ông học tiếng Anh và cuối cùng trở thành chủ tịch Hội Anh ngữ Việt Nam và nhận Huân chương danh dự của Đế quốc Anh (OBE). Ông có lẽ là người Việt Nam duy nhất được nhận OBE. Về sau ông làm việc cho Đại sứ quán Hoa Kỳ cùng với Tiến sĩ Douglas Pike. Năm 1966, ông được Nữ hoàng Elizabeth mời đến dự tiệc chiêu đãi dành cho tất cả những người nhận OBE KBE ở Luân Đôn. Chính phủ Mỹ tài trợ cho chuyến đi của ông với điều kiện ông phải phát biểu trên các chương trình phát thanh của Anh và Bỉ.
Sau khi từ nước ngoài về, ông tham gia tranh cử và được bầu vào Thượng nghị viện Việt Nam Cộng hòa cùng phiếu bầu với thân hữu Hoàng Kim Quy. Ông từng là Chủ tịch Ủy ban Đối ngoại Thượng nghị viện và là người phản đối chính trị hàng đầu và lớn tiếng đối với Tổng thống Nguyễn Văn Thiệu và chính quyền Đệ Nhị Cộng hòa. Ông còn là phó lãnh tụ khối đối lập lớn ở thượng nghị viện.
Ông thường được một số người Mỹ coi là Thượng nghị sĩ Fulbright của Việt Nam Cộng hòa nhưng không giống Fulbright, ông cực lực phản đối chính quyền cộng sản Hà Nội và hoàn toàn ủng hộ chính sách của Tổng thống Nixon tại Việt Nam. Ông cũng là phó chủ tịch Liên minh chống Cộng Việt Nam Cộng hòa. Rút kinh nghiệm trong quá khứ, ông phản đối chính phủ liên hiệp và tin tưởng chắc chắn rằng Cộng sản sẽ không bao giờ đồng ý với bất kỳ giải pháp hòa bình nào để chấm dứt chiến tranh.
Ông qua đời tại Sài Gòn vào ngày 27 tháng 8 năm 1972, hưởng thọ 72 tuổi.

## Tác phẩm
- Đồng tác giả sách Mười thế kỷ văn chương Pháp